# Braccio Martelli
Pour les articles homonymes, voir Martelli.
Braccio Martelli ou Braccio Martello (Florence, 1501 – Lecce, 17 août 1560) est un évêque catholique italien du XVIe siècle.

## Biographie
Braccio Martelli est le fils de Pietro Martelli, et le frère du condottiere florentin Antonio Martelli. 
Il a été chanoine de la cathèdre de l'Archidiocèse de Florence,  puis cubicularius du pape Clément VII. 
Le 20 juin 1530 il est élu évêque du diocèse de Fiesole à l'âge de 29 ans.
Du 13 décembre 1545  au 11 mars 1547 il participe au Concile de Trente, dont il est estimé père protagoniste.
Le 12 février 1552 il est muté au siège de l'Archidiocèse de Lecce où il assume un rôle de mécénat en commandant de nombreuses œuvres. La ville lui a dédié une rue.
Braccio Martelli est mort à Lecce le 18 août 1560 à l'âge de 59 ans et il est enseveli dans la crypte du Dôme de Lecce, avec les autres évêques de la ville.